# Хьюз, Лэнгстон
Джеймс Ме́рсер Лэ́нгстон Хьюз (англ. James Mercer Langston Hughes; 1 февраля 1902, Джоплин, Миссури, США — 22 мая 1967, Нью-Йорк, США) — американский поэт, прозаик, драматург и колумнист. Хьюз известен как один из ведущих и влиятельных писателей культурного «Гарлемского ренессанса» и первооткрыватель «джазовой поэзии».
Хьюз оставил чрезвычайно богатое наследие в самых разных жанрах: поэзия, роман, автобиографическая проза, рассказы, пьесы. Он сотрудничал с газетами, часто публикуя там серии сатирических очерков, в которых главным действующим лицом является чернокожий горожанин Симпл (англ. Simple).

## Биография

### Происхождение и детство

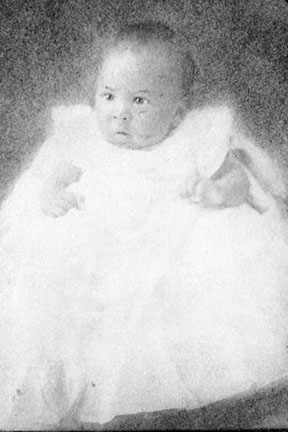
Хьюз в 1902 году

Ленгстон Хьюз родился в городке Джоплин, штат Миссури. Мальчик был вторым ребёнком в бедной семье школьной учительницы Керри (Каролины) Мерсер Ленгстон и её мужа Джеймса Натаниэля Хьюза (1871—1934). От родителей Ленгстон Хьюз унаследовал негритянские, европейские и даже индейские корни. Обе его бабушки по линии отца были негритянками, а дедушки по отцовской линии были белыми: один имел шотландское происхождение, а второй еврейское. Ленгстон рос в гетто.
Хьюз был назван в честь своего отца и двоюродного деда, Джона Мерсера Лэнгстона, который в 1888 году стал первым чернокожим американцем, избранным в Конгресс США от штата Виргиния. Его бабушка по линии матери, Мэри Паттерсон, имела негритянскую, французскую, английскую и индийскую кровь. Она была одной из первых женщин, которая училась в Оберлинском колледже. Мэри Паттерсон вступила в брак с Льюисом Шериданом Лири, который также имел смешанную кровь. Лири присоединился к людям Джона Брауна во время рейда на Харперс-Ферри, в котором получил тяжёлые ранения и погиб в 1859 году.
В 1869 году Мэри Паттерсон вышла замуж второй раз; её мужем стал Чарльз Генри Лэнгстон, предками которого были африканцы, индейцы и европейцы. Он и его младший брат Джон Мерсер Лэнгстон были сторонниками аболиционизма и они возглавили Огайское общество борьбы с рабством в 1858 году.
Впоследствии Чарльз Ленгстон переехал в Канзас, где он работал преподавателем и активно участвовал в борьбе за права чернокожего населения США. У Чарльза и Мэри родилась дочь Каролина Мёрсер Ленгстон, мать Лэнгстона Хьюза.
Брак Хьюзов распался, и отец оставил семью. Он поехал на Кубу, а потом в Мексику в поисках покоя от невыносимого расизма, царившего в Соединенных Штатах. После развода родителей, мальчик жил в Канзасе, где его воспитывала его бабушка Мэри Паттерсон Лэнгстон. Благодаря опыту аболиционистской борьбы своего поколения, Мэри Лэнгстон привила молодому Хьюзу прочное чувство расового достоинства. Свои детские годы Хьюз провёл в городке Лоренс в штате Канзас. После смерти бабушки, он был вынужден жить в течение двух лет с друзьями семьи Хьюз, Джеймсом и Мэри Рид. Из-за нестабильности в те годы, его детство не было счастливым, однако уже тогда Лэнгстон начал формироваться как поэт. Позже Хьюз проживал в Линкольне (штат Иллинойс) со своей матерью Керри, которая второй раз вышла замуж, когда Лэнгстон был ещё в подростковом возрасте. Вскоре семья переехала в Кливленд (штат Огайо), а Хьюз пошёл в среднюю школу.
В Линкольнской средней школе Ленгстон был избран поэтом в своём классе. Многие годы спустя Хьюз вспоминал, что сначала он считал, что его выбрали из-за стереотипа, якобы негры имеют чувство ритма. Хьюз говорил: «Я был жертвой стереотипов. В классе было только двое темнокожих детей, и наш учитель английского языка постоянно подчеркивал важность ритма в поэзии. Ну, это все знают, кроме нас, что все темнокожие имеют чувства ритма, и вот именно поэтому меня избрали поэтом класса». В течение обучения в Кливленде, Лэнгстон работал в школьной газете и был редактором ежегодника и уже тогда начал писать свои первые стихи, рассказы и пьесы. Его первое стихотворение в направлении джазовой поэзии, «When Sue Wears Red» (Когда Сью одевается в красное), было написано, ещё когда он был школьником. Это было в то время, когда Лэнгстон заинтересовался чтением книг. Именно в этот период своей жизни, Хьюз начал говорить, что наибольшее влияние на его произведения оказали американские поэты Пол Лоренс Данбар и Карл Сэндберг.

### Молодость
У Хьюза были напряжённые отношения с отцом. Некоторое время в 1919 году он жил с ним в Мексике. Отношения были настолько напряженными и несчастными, не раз это подталкивало молодого человека к мыслям о самоубийстве. После окончания средней школы в июне 1920 года, Хьюз снова жил с отцом, пытаясь убедить того дать ему денег на обучение в Колумбийском университете. Позднее, прежде чем вернуться в Мексику, Хьюз вспоминал: «Я размышлял о странной нелюбви отца к людям своей расы. Я не мог этого понять, ведь я был темнокожим и любил всем сердцем темнокожих».
Сначала, его отец надеялся, что его сын поступит в какой-то иностранный университет и выберет себе специальность инженера. При таких условиях он был готов обеспечить своему сыну финансовую поддержку и оплатить обучение. Джеймс Хьюз не разделял желание сына стать писателем. В конце концов им удалось прийти к компромиссу: Лэнгстон должен изучать инженерию до тех пор, пока будет учиться в Колумбийском университете. После того, как плата за обучение была внесена, он оставил отца, с которым прожил более года. В университете Лэнгстон получал довольно неплохие оценки, но был вынужден покинуть заведение в 1922 году из-за постоянных расистских выпадов в свою сторону. К тому же, в те годы его более интересовало происходящее вокруг Гарлема, чем обучение, и уже впоследствии Хьюз вернулся к написанию стихов.
Долгое время Хьюз не имел постоянной работы. В 1923 году он поступил в состав экипажа на борт парохода Malone, на котором провёл 6 месяцев, путешествуя от Западной Африки до Европы. Ленгстон решил остаться в Европе, когда Malone сделал временную остановку в Париже.
В начале 1920-х он присоединился к остальным темнокожим эмигрантам, проживавшим в Париже. В ноябре 1924 года Хьюз вернулся на родину и поселился вместе с матерью в городе Вашингтон. С тех пор он сменил много работ, пока не устроился личным помощником историка Картера Вудсона, работавшего в Ассоциации по исследованию жизни и истории афроамериканцев. Недовольный условиями труда, которая мешала ему заниматься литературной деятельностью, Хьюз уволился и устроился помощником официанта в гостинице, где он должен был убирать грязную посуду. В то время он познакомился с поэтом Вэйчелом Линдсеем, которого поразил своими стихами. Уже тогда ранние стихи Хьюза публиковались в различных журналах и вскоре вошли в его первый поэтический сборник.
В том же году Хьюз был зачислен в Линкольновский университет, известное высшее учебное заведение для чернокожих в округе Честер, штат Пенсильвания. Там он стал членом афроамериканского «Братства Омега Пси Фи», основанного в Говардском университете в Вашингтоне. Тэргуд Маршалл, выпускник и однокурсник Лэнгстона Хьюза, впоследствии стал членом Верховного суда Соединённых Штатов.

### Политические взгляды
В 1930-е годы сблизился с коммунистическим движением, как и многие другие афроамериканские деятели искусства той эпохи, видя в социализме альтернативу сегрегированной Америке (в частности, он оценил участие Коммунистической партии США в защите «парней из Скоттсборо»). Он участвовал во многих прокоммунистических организациях типа «клубов Джона Рида», был вице-президентом просоветской Лиги американских писателей, но в компартию так и не вступил. Взгляды Хьюза отобразились в его стихах того времени, а поэзия публиковалась в изданиях компартии.
Хьюз восхищался Советским Союзом и новостями об успехах строительства социализма; предлагал добавить в название США «еще одну букву С» — Соединенные Социалистические Штаты Америки. В январе 1932 года сотрудники советского внешнеторгового ведомства «Амторг» пригласили Хьюза в СССР в качестве сценариста фильма «Чёрное и белое» о расизме в США. Он собрал делегацию в СССР, отобрав в её состав 22 афроамериканцев, в основном деятелей искусства из числа уроженцев Гарлема. После начала съёмок в Крыму проект был по ряду причин закрыт, но в 1932—1933 годах часть делегации Хьюза отправилась в Туркестан, чтобы оценить, что советская власть предпринимает для коренных народов. В Советском Союзе он получил возможность беспрепятственно ездить по территории страны, в том числе по закрытым для западных глаз местам, став первым американцем с фотоаппаратом в среднеазиатских республиках. В Туркменистане он сдружился с «диким венгром» Артуром Кёстлером, ставшим его переводчиком, а в Узбекистане же наткнулся на занимавшегося в местном колхозе выведением новых сортов хлопка афроамериканского коммуниста Оливера Голдена. Был приглашен встретить Рождество 1932 года среди своих соотечественников, работавших на хлопковой плантации близ Ташкента. Вернувшись в США через Китай и Японию, Хьюз в 1934 году опубликовал книгу «Негр смотрит на советскую Среднюю Азию». Провел в СССР в общей сложности год.
Поддерживая борьбу республиканцев в гражданской войне в Испании, в 1937 году отправился туда как корреспондент ряда афроамериканских газет, включая «Baltimore Afro-American»; также его репортажи размещались в газете интербригад «Волонтёр свободы». С другой стороны, он изначально не поддерживал идею вступления США во Вторую мировую войну, пока не пришел к выводу, что участие темнокожих американцев в войне поможет в борьбе против расовой сегрегации и законов Джима Кроу. Всё это, как и то, что он выступал за деколонизацию Африки, против дискриминации чернокожего населения Америки и даже предлагал создание для него автономии на юге США, не только вызывало травлю как «красного» со стороны правых и расистских кругов, но привлекло внимание маккартистов. В 1953 году, когда Хьюз давал показания комиссии по расследованию антиамериканской деятельности, он дистанцировался от коммунистов, как и от политической жизни вообще.

### Смерть
22 мая 1967 года умер от осложнений после полостной операции, проведённой из-за рака простаты, в возрасте 65 лет. Его прах захоронен под специальным медальоном на полу в центре фойе перед аудиторией, названной в его честь, в центре Артура Шомбурга в Гарлеме.